# Prism (album của Katy Perry)
Prism (cách điệu bằng PRISM, tạm dịch: Lăng kính) là album phòng thu thứ tư của ca sĩ người Mỹ Katy Perry, phát hành bởi Capitol Records vào ngày 18 tháng 10 năm 2013. Bước đầu được dự đoán sẽ là một bản thu âm "tâm tối" hơn những sản phẩm trước của Perry, Prism lại là một album mang cảm hứng từ dòng nhạc dance. Cô tiếp tục hợp tác với nhà sản xuất người Thụy Điển Max Martin bên cạnh sự hỗ trợ của các cộng tác viên quen thuộc như Dr. Luke, Cirkut, Greg Wells, Benny Blanco, StarGate và những nhân tố mới bao gồm Klas Åhlund, Bloodshy & Greg Kurstin. Đa số bài hát trong Prism xoay quanh những vấn đề về cuộc sống hiện tại, những mối quan hệ và sự tự trao quyền của bản thân. Việc ghi âm cho album đã được thực hiện vào năm 2012, cùng khoảng thời gian cô quảng bá cho phiên bản tái phát hành của album thứ ba của cô - Teenage Dream - với nhan đề The Complete Confection. Phần giai điệu của album được lấy cảm hứng từ nghệ sĩ nhạc dance người Thụy Điển Robyn.
Prism đa phần nhận được những phản ứng tích cực từ các nhà phê bình âm nhạc, trong đó họ nhấn mạnh về "sự trưởng thành" và "sự nhạy cảm" của Pery. Ngoài ra, một số nhận xét khác cũng cho rằng Prism là một sự thất vọng lớn so với những sản phẩm âm nhạc trước của nữ ca sĩ, mô tả nó chỉ là một công thức dùng lại. Album ra mắt ở vị trí số 1 trên bảng xếp hạng Billboard 200 với 286.000 bản, trở thành album có doanh thu tuần đầu cao nhất từ trước đến nay của Perry. Album cũng đứng đầu tại Úc, Canada, Ireland, New Zealand và Vương Quốc Anh. Nó đã trở thành album bán chạy nhất trong sự nghiệp của Perry, album bán chạy thứ 1 tại Úc năm 2013, và là album bán chạy thứ 2 bởi một nghệ sĩ nữ ở Mỹ năm 2013. Liên đoàn Công nghiệp ghi âm quốc tế (IFPI) thông báo rằng Prism là album bán chạy thứ 6 trên thế giới trong năm 2013, cũng như album bán chạy nhất thế giới năm 2013 bởi một nghệ sĩ nữ, công nhận Perry là "Một hiện tượng toàn cầu". Tính đến tháng 8 năm 2015, nó đã bán được hơn 4 triệu bản trên toàn cầu. Sự thành công của album còn tiếp tục thể hiện trong suốt năm 2014 và giành được nặm đề cử giải Grammy cho Album giọng pop xuất sắc nhất tại lệ trao giải thường niên lần thứ 57.
Đĩa đơn mở đường cho album, "Roar" được phát hành vào ngày 10 tháng 8 năm 2013 và đạt vị trí quán quân trên Billboard Hot 100, trở thành bài hát thứ 8 của Perry làm được điều này; nó cũng vươn lên top 10 tại 30 quốc gia khác. "Unconditionally" ra mắt vào ngày 16 tháng 10 năm 2013, và là một thành công tương đối trên toàn thế giới. Giữa việc phát hành hai đĩa đơn này, "Dark Horse" (kết hợp với rapper Juicy J) được phát hành vào ngày 17 tháng 9 năm 2013 trên iTunes như là đĩa đơn quảng bá đầu tiên từ album và "Walking on Air" trở thành đĩa đơn quảng bá thứ hai vào ngày 30 tháng 9 năm 2013. "Dark Horse" chính thức trở thành đĩa đơn thứ 3 vào ngày 17 tháng 12 năm 2013 và đã giành được vị trí số 1 trên Bilboard Hot 100 trong 4 tuần liên tiếp. Tiếp sau đó là "Birthday" và "This Is How We Do" là đĩa đơn thứ 4 và thứ 5. Prism được quảng bá rộng rãi bằng chuyến lưu diễn The Prismatic World Tour.
Prism đã trở thành album đầu tiên và duy nhất đến nay có trên một video âm nhạc đạt 3 tỷ lượt xem trên YouTube.

## Bối cảnh thực hiện và thu âm

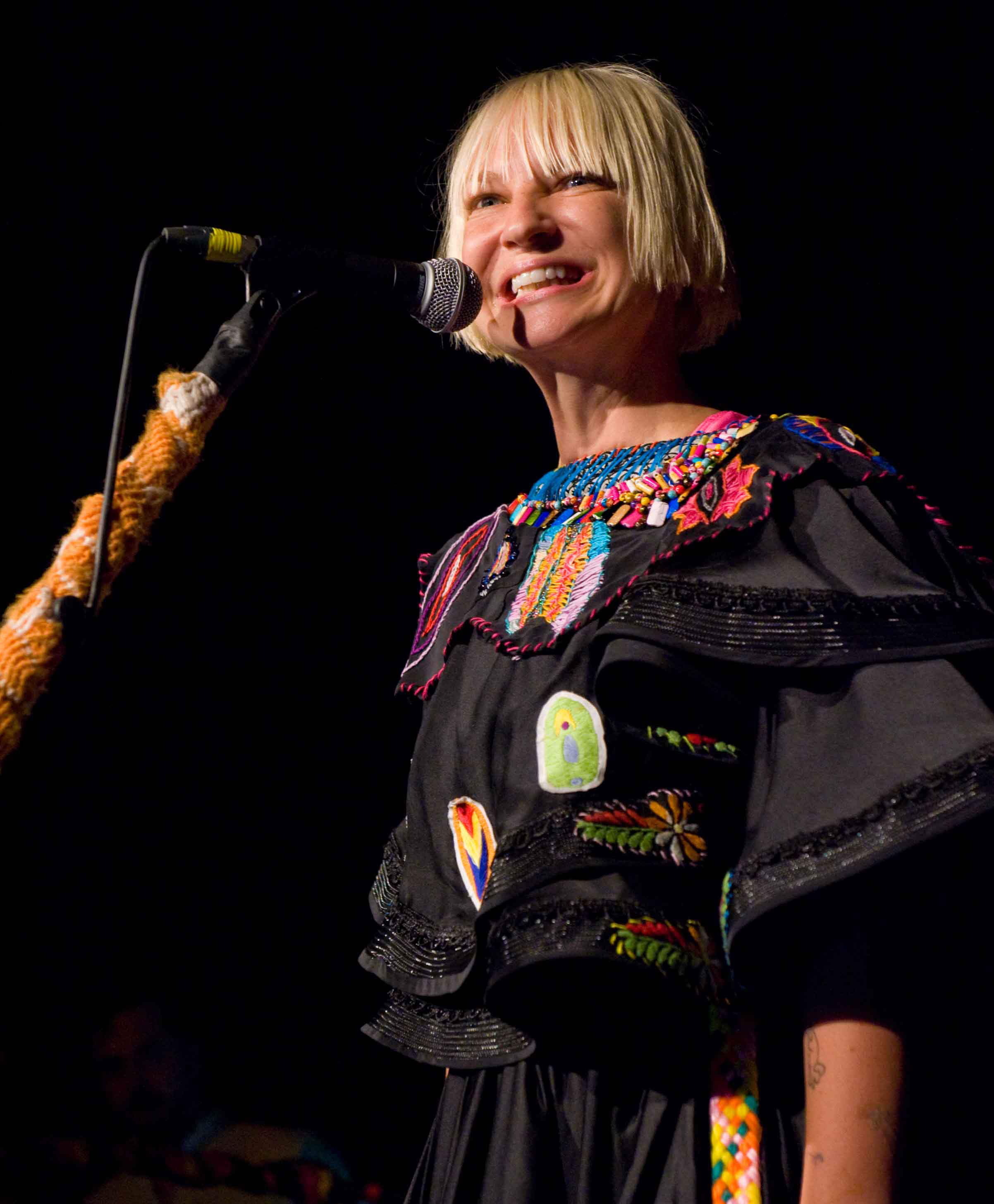
Tại Stockholm, Thụy Điển, Perry đã làm việc với Sia Furler (ảnh) trên những chất liệu âm nhạc mới cho Prism.

Sau vụ li hôn với nam diễn viên hài người Anh Russell Brand vào cuối tháng 12 năm 2011, Perry cảm thấy thực sự muốn làm một album "cực kỳ đen tối", đen tối hơn những sản phẩm âm nhạc trước đây của cô. Trong một cuộc phỏng vấn với tạp chí L' Uomo Vogue vào tháng 6 năm 2012, nữ ca sĩ cho biết: "Đó là những điều không thể tránh khỏi sau những gì tôi đã trải qua. Nếu tôi có một cỗ máy thời gian thì tôi sẽ trở về quá khứ nhưng sự thật là tôi không thể, cho nên bạn sẽ khám phá thêm một phần nào đó từ con người của tôi". Perry tuyên bố rằng cô sẽ "không cho một chút ánh sáng nào lọt qua" khi cô bắt đầu thực hiện thu âm Prism từ tháng 11 năm 2012. Tuy nhiên quá trình sáng tạo đằng sau Prism biến nó thành một album khác xa với những gì Perry dự kiến: Nữ ca sĩ thật sự cảm thấy có hứng thú với một video dài 6 phút của Eckhart Tolle, tác giả của cuốn tự truyện The Power of Now. Cô nói: "Khi bạn mất một thứ gì đó có vẻ như gần như mọi thứ gắn liền với nó sụp đổ nhưng nó cũng để lại một lỗ hổng lớn để cho những thứ gì đó tuyệt vời đi qua. Perry cuối cùng cũng có những định hướng mới tích cực hơn cho album. Nữ ca sĩ tiết lộ với MTV News: " Không thực sự chắc chắn rằng có bất kỳ yếu tố đen tối nào trong album, cũng không có một sự chắc chắn nào về kết cấu cũng như màu sắc của nó nhưng tôi nghĩ tôi đã nói khi tôi đi qua những giai đoạn khác nhau thì có lẽ tôi đã thực sự cho ánh sáng len lỏi và đi qua". Cuối cùng Perry cũng miêu tả album sẽ "tự nhiên hơn, trung thực và nhạy cảm hơn Teenage Dream", nhưng cô cũng nói nó sẽ "có nhiều sự vui nhộn hơn".
Johnny Wujek, nhà thiết kế trang phục cho Katy Perry ở tour diễn California Dreams, đã phát biểu trong một cuộc phỏng vấn: "Chúng tôi đã nghe một bài hát mới trong album sắp phát hành của Katy và tôi như là...'Chúa ơi', tôi đã thấy video bài hát và cô ấy cũng vậy; điều này cứ như thể tôi và cô ấy có chung suy nghĩ vậy". Trong một cuộc phỏng vấn với tạp chí Billboard vào cuối năm 2012, Perry nói rằng cô ấy muốn tự thưởng cho mình một kỳ nghỉ ngơi trước khi bắt tay vào việc ghi âm các bài hát trong album mới; cụ thể:

"Tôi là một người trưởng thành và những gì tôi làm không phải là sự vội vàng để dẫn đến thất bại, tôi sẽ không dùng súng để tự bắn vào chân mình. Tôi cần tận hưởng cuộc sống để nhìn lại những thứ giá trị trong những gì tôi hát. Đó luôn luôn là trường hợp của tôi... Tôi biết chính xác việc tôi cần làm với những đĩa nhạc tiếp theo. Tôi cũng biết cả bìa đồ họa, màu sắc cũng như giai điệu... Tôi còn biết hình ảnh của tour diễn tiếp theo của tôi sẽ như thế nào... Và tôi cũng thật sự vui nếu như những tầm nhìn trên của tôi trở thành hiện thực."

Perry cũng nói rằng cô không muốn album mới của cô bị gọi là Teenage Dream 2.0, "Đó sẽ là một điều ngớ ngẩn. Tôi thực sự không có một lợi ích nào nếu tôi không cố gắng và vượt qua bản thân mình ở mọi góc độ". Hơn nữa, Perry nói thêm: "Tôi đang thực hiện những công việc nhỏ nhặt và ở đây tôi đang ở trong phòng thu với các nghệ sĩ khác và mọi thứ diễn ra rất ổn. Tôi đang bắt đầu "phủi bụi các bánh xe" một chút: [Tôi] đi với một số người trong nhóm trong tháng 11 [năm 2012] và có những sự hợp tác vui vẻ với họ mà có lẽ mọi người sẽ không tưởng tượng ra được". Nữ nghệ sĩ nói với L'Uomo Vogue rằng album sẽ chứa trong nó những yếu tố đen tối hơn (darker) so với những sản phẩm trước. Diplo, Emeli Sandé, Sia Furler, Klas Åhlund, Greg Kurstin, Dr. Luke, Max Martin, Greg Wells, Juicy J, Sarah Hudson, Cirkut, Stacie Orrico và Bonnie McKee là những nghệ sĩ đã hợp tác với Perry trong album. Trong khoảng thời gian diễn ra tour diễn California Dreams, Perry bắt đầu thu âm "từng mảnh nhỏ ý tưởng" trên điện thoại của mình. Cô bắt đầu bước vào studio vào tháng 11 năm 2013 cùng Greg Kurstin và Greg Wells, và cô cảm thấy mình như bước vào một nơi đen tối. Perry đã trải qua rất nhiều cuộc họp bàn ý tưởng bao gồm cả một chuyến đi đến Châu Phi và những cuộc họp bắt đầu lại từ tháng 3 năm 2013. Cô tiếp tục hợp tác với Dr. Luke, Bonnie McKee, và Cirkut tại quê nhà Santa Barbara, California. Còn tại Stockholm cô đã hợp tác với Max Martin, Stargate, Benny Blanco, Juicy J, Jonatha Brooke, Sia Furler, Bloodshy và Klas Åhlund. Perry cũng đã gợi ý rằng họ nên phát hành album vào quý IV năm 2013.
Tháng 4 năm 2013, Perry tuyên bố rằng album đã hoàn thành xong một nửa và cô mô tả nó như album của chứng "tâm thần phân liệt" ("schizophrenic" album); cô còn thêm rằng: "Khi tôi ra ý kiến của mình về việc phát hành album đó cho các hãng đĩa thì cuộc đua đã thực sự bắt đầu, áp lực bắt đầu đè nặng lên bản thân". "Greg Wells cho phép tôi nói ra. Không phải là tôi không thể tìm thấy điều đó với những người khác nhưng ông chỉ cho phép tôi. Max [Martin] và [TS] Luke là 2 người thúc đẩy tôi nhiều nhất. Ở trong một nhóm, mỗi người chúng tôi có một thế mạnh nhất định; với Max đó là sự lựa chọn giai điệu, Luke là sản xuất và tôi đảm nhiệm phần lời xương sống của bài hát và giai điệu. Làm việc với Bonnie McKee giống như một phiên "hành hạ tình cảm" vậy, Bonnie và tôi tranh luận với nhau như trong một trận chiến để tìm ra lời hay nhất cho các bài hát." 
Tháng 7 năm 2013, McKee tiết lộ rằng cô và Perry đã cùng nhau viết 4 bài hát về quê hương Santa Barbara, California của Perry và nói thêm rằng họ đã trưởng thành lên rất nhiều. Tháng tiếp theo, McKeee nói: "Vâng, như bạn đã biết chúng tôi đang hợp tác cùng nhà sản xuất âm nhạc Dr.Luke và Max Martin, và tôi xem họ như những thiên tài của giai điệu...". Perry đã có một ý tưởng rất cụ thể về những gì cô ấy muốn. "[Luke] & [Max] trở lại với bài hát và chúng tôi đã tìm thấy những câu chuyện trong bài hát đó".
Tháng 8 năm 2013, tại lễ trao giải MTV Video Music Awards 2013, Perry tiết lộ album sẽ rất "u tối" và cô giải thích rằng cô đang ở một nơi đen tối trong cuộc sống của cô ấy vào thời điểm ban đầu khi thực hiện album. Lý do mà album mang tên Prism là bởi vì sau khi hoàn thành album cô tự thấy nó như một sự phản ánh, đối chiếu sự làm việc của bản thân cô; cuối cùng "để ánh sáng xuyên qua thân mình" ("let the light in") và làm cho cô có cảm giác "như một chiếc lăng kính" ("very prismatic"). Cô nói rằng cô sẽ nhận lấy ánh sáng, làm chúng tán sắc thành nhiều màu, trải chúng ra từ bản thân mình thông qua những bài hát.

## Sáng tác và những bài hát trong album
"Roar" là một bài hát mang âm hưởng tempo trung, một bài hát pop giàu năng lượng; bài hát cũng mang trong nó những yếu tố của Folk rock, Arena rock và Glam rock. Về phần lời, bài hát như một "tuyên ngôn quyền lực" mà trong đó Perry đã tự thúc đẩy, nâng cao bản thân mình; cô đã "tìm thấy sức mạnh trong chính bản thân mình".. Perry mô tả bài hát như một "đĩa nhạc của sự tự phản ánh, tự trao quyền và tự học hỏi để đối phó với những quả bóng cuộc sống hằng ngày ném vào bạn". Hơn nữa Perry nói thêm: "Bài hát như một lời động viên, thúc đẩy bản thân bạn và có lẽ chính bản thân là kẻ bắt nạt lớn nhất cuộc đời bạn. Và bài hát đã lên tiếng cho bản thân và nó thực sự có sức mạnh".
"Legendary Lovers" là một bài hát có "phần điệp khúc thú vị nhất" ("Take me down to the river / Underneath the blood-orange sun / Say my name like a scripture / Keep my heart beating like a drum"). Perry mô tả bài hát như "nó có một chút gia vị cà ri ở trong vậy"; trong khi đó cây bút James Montgomery đến từ MTV đã đánh giá bài hát là "một chút chậm chạp trước khi bùng nổ như sự phi nước đại của đất nước Ả Rập"

## Quảng bá
Vào ngày 29 tháng 7 năm 2013, một chiếc xe tải vàng lớn được diễu hành tại Los Angeles nhằm tiết lộ tựa đề của album là Prism và ngày phát hành là ngày 22 tháng 10 năm 2013. Chiếc xe tải đã dừng lại tại nhiều nơi ở nước Mỹ, tuy nhiên vào ngày 9 tháng 8 năm 2013, chiếc xe tải đã gặp tai nạn khi bị đâm bởi một người lái xe say rượu ở Pennsylvania. Sau khi nghe tin trên thì Perry đã tweet trên Twitter rằng: "Cô ấy là một nhà vô địch!. Cô ấy sẽ trở lại".
Trước khi phát hành bài hát "Roar", Perry đã cho phát hành 4 đoạn quảng cáo (teaser) và cả bốn đều tuyên bố rằng ngày phát hành chính thức của đĩa đơn Roar là ngày 12 tháng 8 năm 2013, tuy nhiên sau đó bài hát đã được phát hành sớm hơn dự kiến trước 2 ngày. Đoạn teaser đầu tiên (tiêu đề: Burning Baby Blue) cho thấy hình ảnh Perry đốt mái tóc giả màu xanh dương mà cô đã sử dụng trong video bài hát "California Gurls", rồi sau đó hiện lên tên bài hát và ngày phát hành dự kiến. Đoạn teaser thứ 2 (tiêu đề: The Third Coming) cho thấy hình ảnh Perry trong một đám tang khi cô cùng những người xung quanh đang làm lễ tang cho "chiếc váy kẹo ngọt"; trong khi mọi người khóc tiếc thương thì Perry có vẻ rất lạnh lùng, cô còn nhoẻn miệng cười ở cuối đoạn video. Hình ảnh hai cô bé đội tóc giả màu tím được cho là đại diện cho những người hâm mộ đang xót xa, nuối tiếc khi phải chia tay album Teenage Dream. Đoạn teaser thứ 3 (tiêu đề: From A Meow To A Roar) cho thấy hình ảnh của một con mèo trắng đang ăn một món đồ chơi làm bằng lông chim và sau đó gầm lên. Đoạn teaser thứ 4 (tiêu đề: Satin Cape) là hình ảnh Perry bước vào phòng thu, mặc một chiếc áo khoác thêu hình đầu hổ và đứng trước micro. Hai đoạn teaser sau có chứa một đoạn nhỏ của bài hát. Vào ngày phát hành chính thức của bài hát trên iTunes, Perry đã thúc đẩy quá trình phát hành của bài hát tại thành phố New York.
Vào ngày 20 tháng 8 năm 2013, người hâm mộ đã có thể mở khóa được tên bài hát, lời bài hát và 2 đoạn nhạc khác từ Prism bằng việc tweet #KATYNOW. Sau khi người hâm mộ nghe 2 đoạn nhạc trên, họ sẽ chọn ra đoạn nhạc mà họ muốn được mua trên iTunes vào ngày 17 tháng 9 năm 2013 trước khi album được phát hành. Hai đoạn nhạc đó là "Dark Horse" (kết hợp với rapper Juicy J) và "Walking on Air". Tại lễ trao giải MTV Video Music Awards 2013 được tổ chức vào ngày 25 tháng 8 năm 2013, Perry đã tuyên bố bài hát giành chiến thắng là "Dark Horse" (64% phiếu bầu chọn) và cô đã mô tả ngắn gọn mỗi bài hát sau đó. Cô nói rằng với "Walking on Air" cô ấy thật sự muốn mang trở lại thể loại nhạc deep house của những năm 90. Còn với "Dark Horse", Perry chia sẻ bài hát được cô và bạn cô, Sarah Hudson viết lời và mô tả bài hát như "một thứ hương vị của hip hop đường phố". Perry cũng mô tả lời bài hát như "lời của một mụ phù thủy cảnh báo cho bạn trai của bà ta rằng đừng nên yêu bà ấy và nếu anh ta không nghe thì anh ấy sẽ có một kết quả không tốt". Perry cũng tweet trên Twitter rằng: "Phiên bản của Dark Horse ft. Juicy J chỉ là một bản xem trước (PREVIEW) của #PRISM khi nó được phát hành vào ngày 17 tháng 9 năm 2013, chứ KHÔNG phải là đĩa đơn chính thức thứ hai".
Ngày 5 tháng 9 năm 2013, một buổi tiệc nghe Prism đã được tổ chức, trong đó Perry đã cho phát tổng cộng 12 bài hát trong album tới cho khoảng 100 khán giả, chủ yếu là những người làm trong ngành công nghiệp và các nhà báo ở New York. Perry nói rằng không phải tất cả các bài hát đã được pha trộn và rằng album là đã được bàn giao nhãn hiệu của nó vào ngày 09 tháng 9 năm 2013. Các bài hát được phát trong đêm nhạc được tạp chí Billboard xác nhận là: "Roar", "Walking on Air", "Unconditionally", "Dark Horse", "Double Rainbow", "Legendary Lovers", "Birthday", "This Is How We Do", "International Smile", "Ghost", "Love Me" và "By the Grace of God". Bìa chính thức của album, được thực hiện bởi Ryan McGinley, được công bố vào đúng ngày hôm sau trên Good Morning America.

## Tour diễn
Vào ngày 12 tháng 8 năm 2012, trong chương trình "On Air", Perry đã trả lời phỏng vấn của Ryan Seacrest, khi được hỏi liệu cô ấy sẽ đánh mất bất cứ điều gì từ thời kỳ Teenage Dream, cô trả lời: "Tôi sẽ cố gắng tích hợp nó trong một cách thức mới đặc biệt khi tôi tiến hành tour tiếp theo vào năm sau. Nó sẽ là một phiên bản phát triển hơn của Teenage Dream. Và khi bạn nhìn thấy tôi trong tour diễn, bạn sẽ luôn luôn nhận được những bài hát mà bạn muốn nghe...Tôi không bỏ rơi bất cứ gì của nó".

## Đĩa đơn
Đĩa đơn đầu tiên của album có tựa đề là "Roar". Perry nói rằng bài hát là "một lời động viên, nâng cao bản thân vì có một khoảng thời gian trong cuộc sống, tôi đã không có thiện cảm với bất cứ điều gì, nên bây giờ tôi đang cố gắng cảm nhận mọi thứ... Đôi khi trong cuộc sống bạn bị đè nặng bởi những mối quan hệ và nó khiến bạn khó khăn với bản thân. Nhưng không, có vẻ điều này không tốt, vì thế tôi viết nhạc và có vẻ công việc này làm tôi mạnh mẽ hơn". Bài hát mang âm hưởng tempo trung, một bài hát pop giàu năng lượng; bài hát cũng mang trong nó những yếu tố của Folk rock, Arena rock và Glam rock. Bài hát được ra mắt vào ngày 10 tháng 8 năm 2013, và được phát hành trên iTunes và Youtube hai ngày sau đó. Katy Perry biểu diễn "Roar" trực tiếp lần đầu tiên vào ngày 25 tháng 10 năm 2013 tại MTV Video Music Awards 2013. Vào cùng ngày, một đoạn giới thiệu video chính thức của bài hát dài 21 giây được ra mắt. Ngày 4 tháng 9 năm 2013, theo công bố xếp hạng tuần của Billboard thì bài hát đạt số 1 tại Billboard Hot 100 sau 4 tuần có mặt trên bảng xếp hạng. Video âm nhạc chính thức của bài hát được phát hành chính thức vào ngày sau đó.

## Danh sách bài hát
Được trích từ chú thích trong Prism.
| Prism – Bản thường | Prism – Bản thường                 | Prism – Bản thường                                                                   | Prism – Bản thường               | Prism – Bản thường |
| STT                | Nhan đề                            | Sáng tác                                                                             | Sản xuất                         | Thời lượng         |
| ------------------ | ---------------------------------- | ------------------------------------------------------------------------------------ | -------------------------------- | ------------------ |
| 1.                 | "Roar"                             | * Katy Perry - Lukasz Gottwald - Max Martin - Bonnie McKee - Henry Walter            | * Dr. Luke - Max Martin - Cirkut | 3:43               |
| 2.                 | "[[Legendary Lovers]]"             | * Perry - Gottwald - Martin - McKee - Walter                                         | * Dr. Luke - Max Martin - Cirkut | 3:44               |
| 3.                 | "Birthday"                         | * Perry - Gottwald - Martin - McKee - Walter                                         | * Dr. Luke - Max Martin - Cirkut | 3:35               |
| 4.                 | "Walking on Air"                   | * Perry - Klas Åhlund - Martin - Adam Baptiste - Camela Leierth                      | * Klas Åhlund - Max Martin       | 3:42               |
| 5.                 | "Unconditionally"                  | * Perry - Gottwald - Martin - Walter                                                 | * Dr. Luke - Max Martin - Cirkut | 3:48               |
| 6.                 | "Dark Horse" (hợp tác với Juicy J) | * Perry - Jordan Houston - Gottwald - Sarah Theresa Hudson - Martin - Walter         | * Dr. Luke - Max Martin - Cirkut | 3:35               |
| 7.                 | "This Is How We Do"                | * Perry - Åhlund - Martin                                                            | * Klas Åhlund - Max Martin       | 3:24               |
| 8.                 | "International Smile"              | * Perry - Gottwald - Martin - Walter                                                 | * Dr. Luke - Max Martin - Cirkut | 3:47               |
| 9.                 | "Ghost"                            | * Perry - Gottwald - Martin - McKee - Walter                                         | * Dr. Luke - Max Martin - Cirkut | 3:23               |
| 10.                | "Love Me"                          | * Perry - Martin - Christian "Bloodshy" Karlsson - Vincent Pontare - Magnus Lidehäll | *Bloodshy & Avant                | 3:52               |
| 11.                | "This Moment"                      | * Perry - Tor Erik Hermansen - Mikkel Storleer Eriksen - Benjamin Levin              | * StarGate - Benny Blanco        | 3:46               |
| 12.                | "Double Rainbow"                   | * Perry - Sia Furler - Greg Kurstin                                                  | *Greg Kurstin                    | 3:51               |
| 13.                | "By the Grace of God"              | * Perry - Greg Wells                                                                 | * Wells - Katy Perry             | 4:27               |
| Tổng thời lượng:   | Tổng thời lượng:                   | Tổng thời lượng:                                                                     | Tổng thời lượng:                 | 48:39              |

| Prism – Bản sang trọng (bonus tracks) | Prism – Bản sang trọng (bonus tracks) | Prism – Bản sang trọng (bonus tracks)               | Prism – Bản sang trọng (bonus tracks) | Prism – Bản sang trọng (bonus tracks) |
| STT                                   | Nhan đề                               | Sáng tác                                            | Sản xuất                              | Thời lượng                            |
| ------------------------------------- | ------------------------------------- | --------------------------------------------------- | ------------------------------------- | ------------------------------------- |
| 14.                                   | "Spiritual"                           | * Perry - Kurstin - John Mayer                      | * Greg Kurstin                        | 4:35                                  |
| 15.                                   | "It Takes Two"                        | * Perry - Hermansen - Eriksen - Levin - Emeli Sandé | * StarGate - Benny Blanco             | 3:54                                  |
| 16.                                   | "Choose Your Battles"                 | * Perry - Jonatha Brooke - Wells                    | * Wells - Perry                       | 4:27                                  |
| Tổng thời lượng:                      | Tổng thời lượng:                      | Tổng thời lượng:                                    | Tổng thời lượng:                      | 61:35                                 |

| Prism – Bản sang trọng tại Nhật (bonus tracks) | Prism – Bản sang trọng tại Nhật (bonus tracks) | Prism – Bản sang trọng tại Nhật (bonus tracks) | Prism – Bản sang trọng tại Nhật (bonus tracks)      | Prism – Bản sang trọng tại Nhật (bonus tracks) |
| STT                                            | Nhan đề                                        | Sáng tác                                       | Sản xuất                                            | Thời lượng                                     |
| ---------------------------------------------- | ---------------------------------------------- | ---------------------------------------------- | --------------------------------------------------- | ---------------------------------------------- |
| 17.                                            | "Roar" (Cazzette Remix)                        | * Perry - Gottwald - Martin - McKee - Walter   | * Dr. Luke - Max Martin - Cirkut - Cazzette (remix) | 5:22                                           |
| 18.                                            | "Roar" (không lời)                             | * Perry - Gottwald - Martin - McKee - Walter   | * Dr. Luke - Max Martin - Cirkut                    | 3:43                                           |

| Prism – Bản cao cấp tại Nhật (DVD) | Prism – Bản cao cấp tại Nhật (DVD) | Prism – Bản cao cấp tại Nhật (DVD) |
| STT                                | Nhan đề                            | Thời lượng                         |
| ---------------------------------- | ---------------------------------- | ---------------------------------- |
| 1.                                 | "Roar" (video ca nhạc)             | 4:30                               |
| 2.                                 | "Roar" (video lời)                 | 3:58                               |
| 3.                                 | "Queen of the Jungle"              | 0:22                               |
| 4.                                 | "Burning Baby Blue"                | 0:31                               |
| 5.                                 | "The Third Coming"                 | 0:25                               |
| 6.                                 | "From a Meow to a Roar"            | 0:31                               |
| 7.                                 | "Satin Cape"                       | 0:46                               |

| Prism – Phiên bản 'Trip' đặc biệt tại Nhật (bonus tracks) | Prism – Phiên bản 'Trip' đặc biệt tại Nhật (bonus tracks) | Prism – Phiên bản 'Trip' đặc biệt tại Nhật (bonus tracks) | Prism – Phiên bản 'Trip' đặc biệt tại Nhật (bonus tracks)            | Prism – Phiên bản 'Trip' đặc biệt tại Nhật (bonus tracks) |
| STT                                                       | Nhan đề                                                   | Sáng tác                                                  | Sản xuất                                                             | Thời lượng                                                |
| --------------------------------------------------------- | --------------------------------------------------------- | --------------------------------------------------------- | -------------------------------------------------------------------- | --------------------------------------------------------- |
| 17.                                                       | "Roar" (Johnson Somerset Remix)                           | * Perry - Gottwald - Martin - McKee - Walter              | * Dr. Luke - Max Martin - Cirkut - Johnson Somerset (remix)          | 8:48                                                      |
| 18.                                                       | "Unconditionally" (Country Club Martini Crew Remix)       | * Perry - Gottwald - Martin - Walter                      | * Dr. Luke - Max Martin - Cirkut - Country Club Martini Club (remix) | 4:35                                                      |
| Tổng thời lượng:                                          | Tổng thời lượng:                                          | Tổng thời lượng:                                          | Tổng thời lượng:                                                     | 74:58                                                     |

| Prism – Phiên bản 'Trip' đặc biệt tại Nhật (DVD) | Prism – Phiên bản 'Trip' đặc biệt tại Nhật (DVD) | Prism – Phiên bản 'Trip' đặc biệt tại Nhật (DVD) |
| STT                                              | Nhan đề                                          | Thời lượng                                       |
| ------------------------------------------------ | ------------------------------------------------ | ------------------------------------------------ |
| 1.                                               | "Roar (Hậu trường Video ca nhạc)"                | 22:31                                            |
| 2.                                               | "Unconditionally"                                | 3:57                                             |
| 3.                                               | "Unconditionally (Hậu trường Video ca nhạc)"     | 6:00                                             |
| Tổng thời lượng:                                 | Tổng thời lượng:                                 | 38:22                                            |

## Xếp hạng
| Bảng xếp hạng (2013–14)                  | Vị trí cao nhất |
| ---------------------------------------- | --------------- |
| Album Úc (ARIA)                          | 1               |
| Album Áo (Ö3 Austria)                    | 1               |
| Album Bỉ (Ultratop Vlaanderen)           | 1               |
| Album Bỉ (Ultratop Wallonie)             | 1               |
| Album Canada (Billboard)                 | 1               |
| China Albums (Sino Chart)                | 3               |
| Album Quốc tế Croatia (HDU)              | 1               |
| Album Cộng hòa Séc (ČNS IFPI)            | 1               |
| Album Đan Mạch (Hitlisten)               | 1               |
| Album Hà Lan (Album Top 100)             | 1               |
| Album Pháp (SNEP)                        | 1               |
| Album Phần Lan (Suomen virallinen lista) | 1               |
| Album Đức (Offizielle Top 100)           | 1               |
| Album Hy Lạp (IFPI)                      | 1               |
| Album Hungaria (MAHASZ)                  | 1               |
| Album Ireland (IRMA)                     | 1               |
| Album Ý (FIMI)                           | 1               |
| Album Nhật Bản (Oricon)                  | 1               |
| Album Hàn Quốc Quốc tế (Circle)          | 1               |
| Mexican Albums (Top 100)                 | 2               |
| Album New Zealand (RMNZ)                 | 1               |
| Album Na Uy (VG-lista)                   | 1               |
| Album Ba Lan (ZPAV)                      | 1               |
| Album Bồ Đào Nha (AFP)                   | 1               |
| Russian Albums (Russian Music Charts)    | 5               |
| Album Scotland (OCC)                     | 1               |
| South African Albums (RISA)              | 7               |
| Album Tây Ban Nha (PROMUSICAE)           | 1               |
| Album Thụy Điển (Sverigetopplistan)      | 1               |
| Album Thụy Sĩ (Schweizer Hitparade)      | 1               |
| Album Anh Quốc (OCC)                     | 1               |
| Album Hoa Kỳ Billboard 200               | 1               |

| Bảng xếp hạng (2013)             | Vị trí |
| -------------------------------- | ------ |
| Australian Albums Chart          | 2      |
| Belgian Albums Chart (Wallonia)  | 120    |
| Belgian Albums Chart (Flanders)  | 101    |
| Canadian Albums Chart            | 29     |
| Danish Albums Chart              | 82     |
| Dutch Albums Chart               | 86     |
| Germany (Official German Charts) | 94     |
| Irish Albums Chart               | 18     |
| Italian Albums Chart             | 69     |
| Mexican Albums Chart             | 43     |
| New Zealand Albums Chart         | 12     |
| Swedish Albums Chart             | 53     |
| Swiss Albums Chart               | 77     |
| UK Albums Chart                  | 28     |
| US Billboard 200                 | 49     |

| Bảng xếp hạng (2014)     | Vị trí |
| ------------------------ | ------ |
| Australian Albums Chart  | 7      |
| Austrian Albums Chart    | 73     |
| Canadian Albums Chart    | 5      |
| Dutch Albums Chart       | 70     |
| French Albums Chart      | 94     |
| Italian Albums Chart     | 65     |
| Mexican Albums Chart     | 40     |
| New Zealand Albums Chart | 10     |
| Swedish Albums Chart     | 11     |
| Swiss Albums Chart       | 63     |
| UK Albums Chart          | 52     |
| US Billboard 200         | 8      |

## Chứng nhận
| Quốc gia                                                                           | Chứng nhận  | Số đơn vị/doanh số chứng nhận |
| ---------------------------------------------------------------------------------- | ----------- | ----------------------------- |
| Úc (ARIA)                                                                          | 5× Bạch kim | 350.000^                      |
| Áo (IFPI Áo)                                                                       | 2× Bạch kim | 30.000*                       |
| Canada (Music Canada)                                                              | 2× Bạch kim | 160.000^                      |
| China (SAPPRFT)                                                                    | Vàng        | 10,000^                       |
| Pháp (SNEP)                                                                        | Bạch kim    | 100,000*                      |
| Đức (BVMI)                                                                         | Vàng        | 150.000^                      |
| Ireland (IRMA)                                                                     | Vàng        | 7.500^                        |
| Ý (FIMI)                                                                           | Vàng        | 25.000*                       |
| México (AMPROFON)                                                                  | 2× Bạch kim | 120.000^                      |
| New Zealand (RMNZ)                                                                 | 2× Bạch kim | 30.000^                       |
| Na Uy (IFPI)                                                                       | Vàng        | 15.000*                       |
| Ba Lan (ZPAV)                                                                      | 2× Bạch kim | 40.000‡                       |
| South Africa (RISA)                                                                | Bạch kim    | 50,000^                       |
| Thụy Điển (GLF)                                                                    | Bạch kim    | 40.000‡                       |
| Thụy Sĩ (IFPI)                                                                     | Vàng        | 10.000^                       |
| Anh Quốc (BPI)                                                                     | Bạch kim    | 300.000*                      |
| Hoa Kỳ (RIAA)                                                                      | 2× Bạch kim | 1,560,000                     |
| * Chứng nhận dựa theo doanh số tiêu thụ. ^ Chứng nhận dựa theo doanh số nhập hàng. |             |                               |

## Lịch sử phát hành
| Nước     | Ngày                 | Nhãn            |
| -------- | -------------------- | --------------- |
| Ireland  | 18 tháng 10 năm 2013 | Capitol Records |
| Ý        | 18 tháng 10 năm 2013 | Capitol Records |
| Slovakia | 18 tháng 10 năm 2013 | Capitol Records |
| Slovenia | 18 tháng 10 năm 2013 | Capitol Records |
| Toàn cầu | 22 tháng 10 năm 2013 | Capitol Records |